# Szőgyény Zsigmond
Magyar-szőgyéni Szőgyény Zsigmond (Kisvárda, 1775. március 27. – Pozsony, 1826. február 8.) királyi személynök, alkancellár.

## Élete
Szőgyény Imre szabolcsi alispán és Krucsay Mária fia. Hivatalos pályáját 1796-ban a fiumei kormányszéknél kezdette, 1800-ban a szabolcsi nemesi fölkelő seregnél századosi ranggal hadbiróságot viselt. 1801. a közalapítványi igazgatóságnál ügyész, 1810. a királyi táblánál bíró, 1814. udvari tanácsos, 1821. királyi személynök és Pest-Pilis-Solt törvényesen egyesült vármegyék főispáni helytartója, 1824. a Szent István-rend vitéze lett. Az 1825. zajos országgyűlés kezdetén, amelyen királyi személynöki minőségben elnökölni volt hivatva, a király, József nádor által személyesen betegágyához hozott királyi kézirattal magyar kir. alkancellárjává nevezte ki s egyszersmind a Szent István-rend középkeresztjével díszítette fel s ezzel belső titkos tanácsosi rangra is emelte.
Pászthory Júliától több gyermeke is született, közülük megemlítendőek László kamarás és tanácsos, valamint Antónia.
Munkája: Sermo Ill. Dni S. Sz., Quem conclusio Pro more judiciorum termino in saecularem memoriam constabilitae in anno 1824 excelsae curiae regiae in palatio exc. tabulae septemviralis utraque tabula simul constitula anno 1824. die 20. Dec. dixit. Pestini. (Magyar szövege: Próbafordításban: Helmeczy Mihály által).